# 新極道の妻たち
『新極道の妻たち』（しんごくどうのおんなたち）は、1991年公開の日本映画。監督は、中島貞夫。主演は、岩下志麻。通称『極妻（ごくつま）』シリーズの第5作目。岩下版としては3作目。本作では、関西を舞台にヤクザ組織の跡目争いに名乗りを上げた息子とその母の愛憎、彼と堅気の女性との恋、その隙をついて組を乗っ取ろうとする敵組織の策略が描かれている。
また本作では、1991年に制定された暴対法(施行は1992年)が取り上げられている。シリーズで唯一女性の那須真知子が脚本を担当。
キャッチコピーは、「母子の縁は、これまでや！」。

## あらすじ
3月、関西の中規模のヤクザ組織の藤波組二代目霊代・藤波加奈江（岩下志麻）は、仲間内で若頭・松岡（曽根晴美）の出所祝いを開く。加奈江は近々、若頭・松岡に三代目を継がせて自身は引退するつもりだったが、数日後、香港旅行に出かけた若頭・松岡が急死し状況が一変する。若頭・松岡の通夜に大組織・神原組の幹部・角谷孝仁（夏八木勲）が「故人には、若い頃世話になった」と焼香に訪れるが、加奈江は組の様子を探りに来たと疑う。加奈江は事前に親しい上層部3人を集めて幹部・宗田義人（桑名正博）を三代目にする手はずを整えて幹部会に臨むが、加奈江の実子・直也（高嶋政宏）が突然跡目に立候補する。
跡目の話合いが先延ばしになり直也が気晴らしにコンサートを聞きに行くと、メガネをかけた女子大生・氏家葉子（海野圭子）に一目惚れする。“エリート社長”のフリをして交際を始めた直也は、何度目かのデートの後、葉子の部屋で素顔の彼女と男女の関係を持つ。しかし、翌朝メガネをかけた葉子に背中の刺青を見られた直也は彼女から怖がられ拒絶されてしまう。それでも諦めきれない直也は、後日、葉子にヤクザであることを明かして誠心誠意プロポーズし、彼女に断られるが清々しい笑顔で別れを告げる。
4月になり、直也の誠実さに考え直した葉子は藤波家に訪れ、彼をヤクザから足を洗わせて結婚を認めてくれるよう加奈江に懇願する。そんな中跡目を継ぐため手柄を立てることに躍起になる直也は、組員に命じて神原組と繋がりのある組長とトラブルになり射殺してしまう。これが火種となり神原組との抗争が勃発し、加奈江は大規模な戦争になる前に角谷に会って休戦を申し出て了承をもらう。しかし加奈江は角谷が藤波組の内情に詳しいことに違和感を感じて組内にスパイの存在を疑い始める。
直也は再会した葉子からヤクザを辞めるよう頼まれるが、自身を跡目に継がせたくない加奈江の指示によるものと疑う。加奈江を問いただしに本宅に訪れた直也は、母にヤクザから足を洗うよう告げられて猛反発する。加奈江は母としての本音をさらけ出して説得するが、母子の縁を切ってでも極道引退を拒む直也に根負けするも、ヤクザとしての息子の成長を嬉しく思う。緊急幹部会を開いた加奈江は話し合いで神原組との戦争を決め、宗田は直也に藤波組三代目を継がせる決心をして一致団結する。
戦争を前に先の組長殺しで逮捕状が出た直也は取調べのため警察署に出頭するが、そこに現れた何者かに射殺されてしまう。息子の遺体と対面した加奈江は慟哭するが、その後宗田が角谷を通じて神原組に取り入るため直也を殺したことを知る。加奈江は宗田に真相を突きつけた後、本人の命で落とし前をつけるよう銃を渡すが、彼は彼女を撃とうとする。しかし加奈江は宗田を試すつもりであえて弾を入れておらず、本心を知った彼女が部屋を出た後、彼を始末するために入ってきた組員の銃から数発の銃声が鳴り響く。

## キャスト
藤波加奈江
演 - 岩下志麻
藤波組の二代目組長だった夫を55歳の頃に心臓病で亡くした後、霊代として組を引っ張ってきた。冷静だが淡白な所があり直也からは「父親(加奈江の夫)が死んだ時ですら涙一つ見せない」と評される。自身の引退と同時に直也を極道から足を洗わせたいと考えており、その時のことを考えて息子を社長にするためホテルを所有している。時々子供っぽい態度を取ることがある直也に「三代目の器ではない」と思っており、何とか三代目組長の辞退させようと奮闘する。
藤波直也
演 - 高嶋政宏
加奈江の長男。藤波組から独立し、藤波組直系の藤竜会(とうりゅうかい)会長となって間もない。藤波組では“若”と呼ばれている。父親譲りの武闘派。父親に生前甘やかされて育ったため調子に乗りやすく短気な性格。義人にコンプレックスを感じており自虐的な発言なども多い。喜怒哀楽の感情表現豊か。趣味は、ロック・ミュージック鑑賞。好きな女性のタイプは、メガネをかけた勉強のできる女の子。葉子からは「本当は、優しくて傷つきやすい人」と評されている。自身をいつまでも子供扱いする加奈江に何かにつけて反発している。
宗田義人（そうだ）
演 - 桑名正博
藤波組本部長。頭脳派で改革タイプだが、周りの者に本心をあまり明かさず控え目な性格。知人の仕手筋に名義を貸して株の売買を任せるという手法のシノギで巨額の利益を上げている。近々制定される暴対法を見越して、加奈江や幹部の前で「藤波組は近代的な体質に変えるべき」と意思表示する。
氏家葉子
演 - 海野圭子
成徳大学英文科に通う女子大生。ある日ロック・フェスを観に行った所、帰り際人混みに押されて転びかけたのを偶然出会った直也に助けられる。極度の近視で用途によってメガネとコンタクトレンズを使い分けている。アパートで一人暮らしをしている。ヤクザを危険な存在と思ってきたが、直也の心根の優しさを知って迷い始める。将来は旅行社で働き世界中を周ること。

### 加奈江と関わる主な人たち
桐島美佐子
演 - かたせ梨乃
藤波組顧問弁護士。日常的に標準語で話している。加奈江の霊代引退を機に広島県で事務所を構えようと考えている。学生時代に加奈江から学費の援助や両親のトラブル解決などで世話になっており、強い恩義を感じている。やがて暴対法制定により弁護士業務に影響が出始める。
国井勝次
演 - 西岡徳馬
藤波組幹部。宗田と同等の地位の組員。昔ながらの武闘派ヤクザで「ヤクザは、(腕っぷしなどの)力の強さが重要」との考えを持っている。義人とは以前から密かに反りが合わない所があり、後日開かれた藤波組幹部会で跡目に立候補した直也の支持派となり表立って義人と対立する。
角谷孝仁（かどたに）
演 - 夏八木勲
神原組幹部。神原組は5年前に藤波組と抗争していた組で、現在は四代目組長のもと自身を含めて総勢2万人を超える組員がいる。松岡には若い頃色々と世話になった恩義を感じており、松岡の通夜に訪れ焼香する。神原組組長から指示を受け、裏で繋がる宗田に藤波組の跡目を継いでもらい都合よく利用しようとする。
若原刑事
演 - 石橋蓮司
捜査第四課の刑事。仕事柄加奈江とは顔なじみで、裏で彼女から賄賂を受け取る代わりに職務中に得た情報を伝えるなどしている。松岡の葬儀後、加奈江に会って香港警察の捜査が打ち切られたことなどを報告する。

### 藤波組の主な組員
松岡龍三
演 - 曽根晴美
藤波組若頭。冒頭で刑務所を出所し2年ぶりに組に戻り、藤波組の三代目の襲名を急かされる。襲名直後の香港旅行中に殺害され、犯人とされる男は「4年前に松岡に組を潰された恨みから1人で殺した」と証言する。
矢内一重
演 - 三上真一郎
藤波組ベテラン幹部。他の幹部たちの小父貴分。古いタイプのヤクザで、しのぎの方法が変わってきたことや新しく暴力団の活動を狭める法律ができることを嘆く。幹部会などでは、加奈江に気を遣って自分の考えを表に出さず他人の意見に同調することが多い。
杉田陽平
演 - 野口貴史
藤波組幹部。定例幹部会で国井から“チンピラ”呼ばわりされたため、掴みかかる。その直後直也を見下した発言をして彼に暴行される。
砂岡亮一
演 - 市川好朗
藤波組幹部。定例幹部会で矢内から三代目候補について意見を聞かれるが、自分の考えを言わずに渡海に振る。
渡海一成（とかい）
演 - 岩尾正隆
藤波組幹部。定例幹部会で砂岡から三代目候補について話を振られるが、別の幹部に話を振る。
重田
演 - 本田博太郎
藤波組の中堅組員。加奈江専属のお付きで雑用係兼ボディガード。加奈江が本宅にいる時や組の幹部会に出席する時などに付きそう。ある時加奈江の指示を受け、敵対するヤクザのもとに機関銃を持って襲撃に向かう。

### 藤竜会や直也と親しい組員
殿山誠
演 - 綿引勝彦
藤波組の中堅組員。藤竜会幹部。二代目組長から生前言われた「直也を頼む」との言葉を遺言として固く守り、厳しくも親身に注意や助言をしている。ただし直也からは口うるさく思われているため、邪険にされている。普段は冷静だが、錯乱する直也を一発殴って気絶させた。
守谷保
演 - 上田雄大
藤竜会若手組員。前田組が藤竜会と兄弟盃を交わす約束を飲んだことに喜び、「前田組長は案外骨のない男やった」と殿山に告げる。しかしその後前田組に裏切られたため殴り込みに行こうとする。
金子
演 - 宮本大誠
藤竜会若手組員。ヤクザにしては明るく人懐こい人柄で、直也から気に入られておりよく一緒について回っている。ある時邦彦から、直也が中学生時代に美佐子に初恋するも夜這いに失敗して怒られた話を嬉々として聞く。
成瀬明
演 - 藤井裕士
藤竜会若手組員。傷害事件を起こした罪で逮捕されるが、裁判で美佐子に弁護してもらった結果執行猶予がついたことを喜ぶ。藤竜会の組員と共に前田組のシマの風俗店にイチャモンをつけるフリをして暴れる。
岡邦彦
演 - 高良隆志
松岡組若手組員。直也の中学時代からの親友。趣味は洋楽などの音楽鑑賞で、自宅のオーディオ機器で曲を聞いたり、直也とロック・フェスに行くなどしている。藤波組幹部で直也のことを気に入る父の「霊代敵に回しても直也支持派になる」との言葉を伝えて父子共々彼を応援する。

### 藤波組組員の妻たち
松岡頼子
演 - 新藤恵美
加奈江の実妹。龍三の妻。40歳。ヤクザの妻にしては謙虚というより気が弱い性格で、加奈江がそばにいる時はいつも姉を頼るような言動をしている。元々平凡な女としての生活を望んでいたが、18歳ぐらいの時に父から極道を継ぐよう押し付けられヤクザの妻となった。松岡の死後、東京にマンションを購入し第二の人生を歩もうとする。
宗田雅美
演 - 藤奈津子
加奈江の長女。直也の姉。義人の妻。陽気で自由奔放な性格だがヤクザの妻としては責任感があまりない。「金を稼ぐのが夫、それを使うのがうちら(妻たち)」という考えを持っており、1人で海外旅行に行ったり高価な服などを買ったり気ままに過ごしている。
砂岡勝子
演 - 山村紅葉
藤波組組員の妻。松岡の通夜終わりに寿司桶の後片付けをながら、加奈江と角谷とのやり取りを由起と会話する。
渡海由起
演 - 木村緑子
藤波組組員の妻。勝子より年下か立場が下で彼女に敬語を使っている。松岡の通夜が終わった後勝子と雑談し、過去の加奈江の話を聞いて感服する。

### その他の人物
前田
演 - 成瀬正孝
前田組組長。藤波組より規模は小さい。水商売のしのぎに定評がある。しかしある時藤竜会の組員たちにシマの店を荒らされ、戦争するより相手に有利な形での盃を交わすことを選ぶ。
大沢検事
演 - 西田健
美佐子が“極道の飼い犬”と言われるのに対し、彼女から“お上の飼い犬”と称される。傷害事件の裁判で美佐子に書類上の不備を突かれて執行猶予判決に持ち込まれたことを根に持ち、それ以来彼女に会うたび嫌味を言って挑発する。美佐子が藤波組との関係について弁護士協会から勧告を受けていることを「弁護士資格を剥奪されないようにな」と捨て台詞を吐く。
氏家光子
演 - 丸平峰子
葉子の母。漁師町の一軒家で暮らしている。しばらくぶりに実家に帰ってきた葉子に、「藤波という人がお土産に50kgも神戸牛の肉を持って来られた」と喜んで伝える。
花屋の店員
演 - 上田一乃
葉子が直也と出会って数日後、彼に頼まれて花とプレゼントを彼女の自宅に届ける。
川島寛次
演 - 山崎泰盛
美穂
演 - 小松由起子
増田市子
演 - 八汐路圭子
従業員
演 - 小船秋夫
その他
- 河本忠夫

## 主題歌
- 主題歌「STAY YOUR LOVE」（日本コロムビア）

作詞：坂田和子、作曲：高槻真裕、編曲：小笠原寛、歌：ジェフリー・ジェムズ（ユニゾネア）

## スタッフ
- 監督 - 中島貞夫
- 企画 - 日下部五朗
- プロデューサー - 奈村協、天野和人
- 原作 - 家田荘子（文藝春秋刊）
- 脚本 - 那須真知子
- 撮影 - 木村大作
- 照明 - 増田悦章
- 録音 - 伊藤宏一
- 美術 - 野尻均
- 編集 - 玉木濬夫
- 助監督 - 比嘉一郎
- 記録：森村幸子
- 整音：荒川輝彦
- 装置：増田道清、稲田源兵衛
- 装飾：極並浩史
- 背景：西村三郎
- 衣裳：山本光延
- 美粧：長友初生
- 結髪：山田真佐子
- 助監督：林稔充、岡田彰仁
- 音響効果：竹本洋二、和田秀明
- 進行：井尻亨
- 擬斗：上野隆三
- スタイリスト：市原みちよ、笠本ゑり子、井嶋和男（高嶋）
- ヘアメイク：常盤ヒトシ（岩下）、早藤みちこ（かたせ）
- 刺青：毛利清二
- 方言指導：ミッキー大場、田原美紀
- 火薬効果：BRONCO
- 劇用車：小野順一演技事務：藤原勝
- スチール - 高瀬和三郎
- 企画協力：湯山雄介（青年企画）
- キャスティング：葛原隆康
- 音楽 - 小笠原寛
- 音楽プロデューサー：友野久夫（テレビマンユニオン）
- 進行主任：野口忠志
- 協力：鈴乃屋